# Citadelle d'Alba Carolina
Pour les articles homonymes, voir Carolina.
La citadelle d'Alba Carolina (en roumain : Cetatea Alba Carolina, en hongrois : Gyulafehérvári vár) est une forteresse en forme d'étoile située à Alba Iulia ,,,, en Roumanie. Sa construction a commencé le 4 novembre 1715 pendant le règne des Habsbourg en Transylvanie et s'est achevée en 1738. 20 000 serfs ont participé à sa construction, dont le coût est estimé à environ 3 millions de florins. La citadelle a été construite sur le site de deux autres fortifications : le camp légionnaire romain de la Legio XIII Gemina (connue sous le nom d'Apulum), ainsi que la citadelle médiévale de Balgrad .
La forme de la citadelle, élément emblématique de l'architecture Vauban, a influencé la conception du logo de la ville d'Alba Iulia lorsque la ville a adopté son logo de ville en 2014 . La ville a reçu 47,5 millions de lei en 2009 pour la restauration et la conservation de la citadelle .
La citadelle porte le nom de Charles VI, connu sous le nom de Carol VI en roumain, qui était l'empereur romain germanique au moment de la construction de la citadelle.

## Voir également